# Eshnunna

Babylon vào thời của Hammurabi, khoảng 1792-1750 TCN

Eshnunna (ngày nay là Tell Asmar ở tỉnh Diyala, Iraq) là một thành phố của người Sumer cổ đại (sau là Akkad) và là thị quốc ở miền trung Lưỡng Hà. Dù nằm riêng biệt ở thung lũng Diyala phía đông bắc Sumer, tuy vậy thành phố lại thuộc về một cách an toàn trong môi trường văn hóa Sumer. Vị thần giám hộ của thành phố là Tishpak (Tišpak).

## Lịch sử
Bị xâm chiếm từ thời kỳ Jemdet Nasr vào khoảng năm 3000 TCN, Eshnunna là một thành phố lớn trong thời kỳ Tiền Triều đại. Bắt đầu với sự trỗi dậy của Đế quốc Akkad, Eshnunna bị dao động giữa thời gian độc lập và thống trị của các đế quốc như Triều đại thứ ba của Ur và Isin. Do nắm quyền kiểm soát đối với các tuyến đường thương mại hấp dẫn, Eshnunna đã phần nào hoạt động như một cửa ngõ giữa Lưỡng Hà và văn hóa Elamite. Các tuyến đường thương mại giúp thị quốc này tiếp cận được nhiều mặt hàng ngoại lai ưa thích như ngựa từ miền Bắc, đồng, thiếc, cùng các kim loại và đá quý khác. Người ta còn tìm thấy một cái hoa tai làm bằng nhựa copan từ Zanzibar trong một ngôi mộ cổ tại đây.
Sau khi nổi lên thành một quốc gia độc lập vào đầu thiên niên kỷ thứ hai, dưới thời vua Shamshi-Adad, Eshnunna đã bị người Elam chiếm đóng, sau đó bị Hammurabi của Babylon chinh phục vào năm thứ 38 của triều đại ông, rồi được gộp vào trong Đế quốc Cổ Babylon (đôi khi được gọi là Triều đại Babylon thứ nhất). Sau đó, thành phố xuất hiện nhưng hiếm khi được nhắc đến trong nguồn thư tịch chữ hình nêm, phản ánh một sự suy giảm có thể xảy ra và biến mất đột ngột.

## Khảo cổ học
Những phần còn lại của thành phố cổ bây giờ được bảo quản tại gò của Tell Asmar, cách khoảng 38 km theo đường thẳng về phía đông bắc Baghdad và 30 km theo đường thẳng về phía đông nam Baqubah, do nhóm nghiên cứu của Viện Đông phương thuộc Đại học Chicago dưới sự lãnh đạo của Henri Frankfort với Thorkild Jacobsen và Seton Lloyd tiến hành khai quật qua sáu đợt từ năm 1930 đến 1936.

Mặc dù thời gian trôi qua quá lâu kể từ đợt khai quật tại Tell Asmar, công tác kiểm tra và công bố những phát hiện còn lại từ việc đào bới vẫn tiếp tục cho đến ngày nay. Những phát hiện bao gồm khoảng 1500 bảng chữ hình nêm. Vào cuối thập niên 1990, các nhà khảo cổ Iraq làm việc tại Tell Asmar. Những kết quả từ cuộc khai quật vẫn chưa được công bố.

### Bộ luật Eshnunna
Bộ luật Eshnunna bao gồm hai bảng văn khắc, được tìm thấy tại Shaduppum (Tell Harmal) và một mảnh tìm thấy tại Tell Haddad, tức Mê-Turan thời cổ đại. Chúng được viết vào khoảng thời trị vì của vua Dadusha của Eshnunna và dường như không có bản chính thức. Bộ luật thực sự được biên soạn vào lúc nào thì vẫn chưa rõ. Chúng tương tự như Bộ luật Hammurabi.

### Quảng trường Đền của Abu
Trong suốt thời kỳ Triều đại đầu tiên, ngôi đền Abu tại Tell Asmar (Eshnunna) đã trải qua một số giai đoạn. Bao gồm Điện thờ Archaic Triều đại đầu tiên, Quảng trường Đền và một cái miếu thờ đơn lẻ đang trong giai đoạn xây dựng. Chúng cùng với công trình điêu khắc được tìm thấy ở đó đã giúp hình thành nên cơ sở cho ba phần tách biệt về mặt khảo cổ học của thời kỳ Triều đại đầu tiên thành ED I, ED II, III và ED cho vùng Cận Đông cổ đại. Một nơi cất giữ 12 tác phẩm điêu khắc thạch cao theo một phong cách hình học được tìm thấy ở Quảng trường Đền. Chúng là một trong số những ví dụ nổi tiếng nhất về điêu khắc của vùng Cận Đông cổ đại.

### Nhà cai trị Eshnunna
| Vua           | Triều đại đề xuất | Chú thích                                                                                               |
| ------------- | ----------------- | --- |
| Urguedinna    | ~2000 TCN         | Thống đốc dưới thời Shulgi của Ur III                                                                   |
| Kallamu       |                   | Thống đốc dưới thời Shulgi của Ur III                                                                   |
| Ituria        |                   | Thống đốc dưới thời Shu-Sin của Ur III                                                                  |
| Ilushuilia    |                   | Thống đốc dưới thời Ibbi-Sin của Ur III                                                                 |
| Nurakhum      |                   | Thống đốc dưới thời Ibbi-Sin của Ur III, Cùng thời với Ishbi-Erra of Isin                               |
| Kirikiri      |                   | |
| Bilalama      |                   | Cùng thời với Tan-Ruhuratir của Elam                                                                    |
| Isharramashu  |                   | |
| Usurawasu     |                   | |
| Ur-Ninmar     |                   | |
| Ur-Ningizzida |                   | |
| Ipiq-Adad I   |                   | Cùng thời với Abdi-Erah của Khafajah và Sumu-abum của Babylon                                           |
| Sarriia       |                   | |
| Warassa       |                   | |
| Belakum       |                   | |
| Ibal-pi-El I  |                   | |
| Ipiq-Adad II  | ~1700 TCN         | Trị vì ít nhất 36 năm                                                                                   |
| Naram-Sin     |                   | Con trai của Ipiq-Adad II, Cùng thời với Shamshi-Adad                                                   |
| Dannum-tahaz  |                   | Vị trí gần đúng                                                                                         |
| Dadusha       |                   | Con trai của Ipiq-Adad II, Cùng thời với Shamshi-Adad                                                   |
| Ibal-pi-El II |                   | Cùng thời với Zimri-Lim của Mari, bị Siwe-palar-huppak của Elam giết chết, đồng thời thôn tính Eshnunna |
| Silli-Sin     |                   | |